# Pleiku
Pleiku (seltener auch Plei Cu, Plây Cu, Plây Ku, Plei Ku) ist die Hauptstadt der Provinz Gia Lai im zentralen Hochland Vietnams. Die Stadt hat ca. 114.000 Einwohner.
Pleiku wurde auf vulkanischem Untergrund gebaut. Die Stadt liegt inmitten von Fichten- und Kiefernwälder. Der vulkanische Boden ist sehr fruchtbar. Aus diesem Grund werden im Gebiet um Pleiku auch Kaffeepflanzen und Gummibäume angepflanzt. Des Weiteren gibt es große Weinberge und eine eigene Weinsorte. Es gibt auch viele Tee-Pflanzen.
Wegen der Militärflugplätze in Pleiku war die Stadt im Vietnamkrieg von strategischer Bedeutung. Sie wird vor allem von Bahnar und Jarai bewohnt.
Pleiku ist am Kreuzungspunkt wichtiger Verkehrswege – der Straße nach Norden Richtung Kon Tum und die Fernverkehrsstraße nach Stung Treng in Kambodscha.